# Cryptanthus pseudoglaziovii
Cryptanthus pseudoglaziovii är en gräsväxtart som beskrevs av Elton Martinez Carvalho Leme. Cryptanthus pseudoglaziovii ingår i släktet Cryptanthus, och familjen Bromeliaceae. Inga underarter finns listade i Catalogue of Life.